# Mario Marín Torres

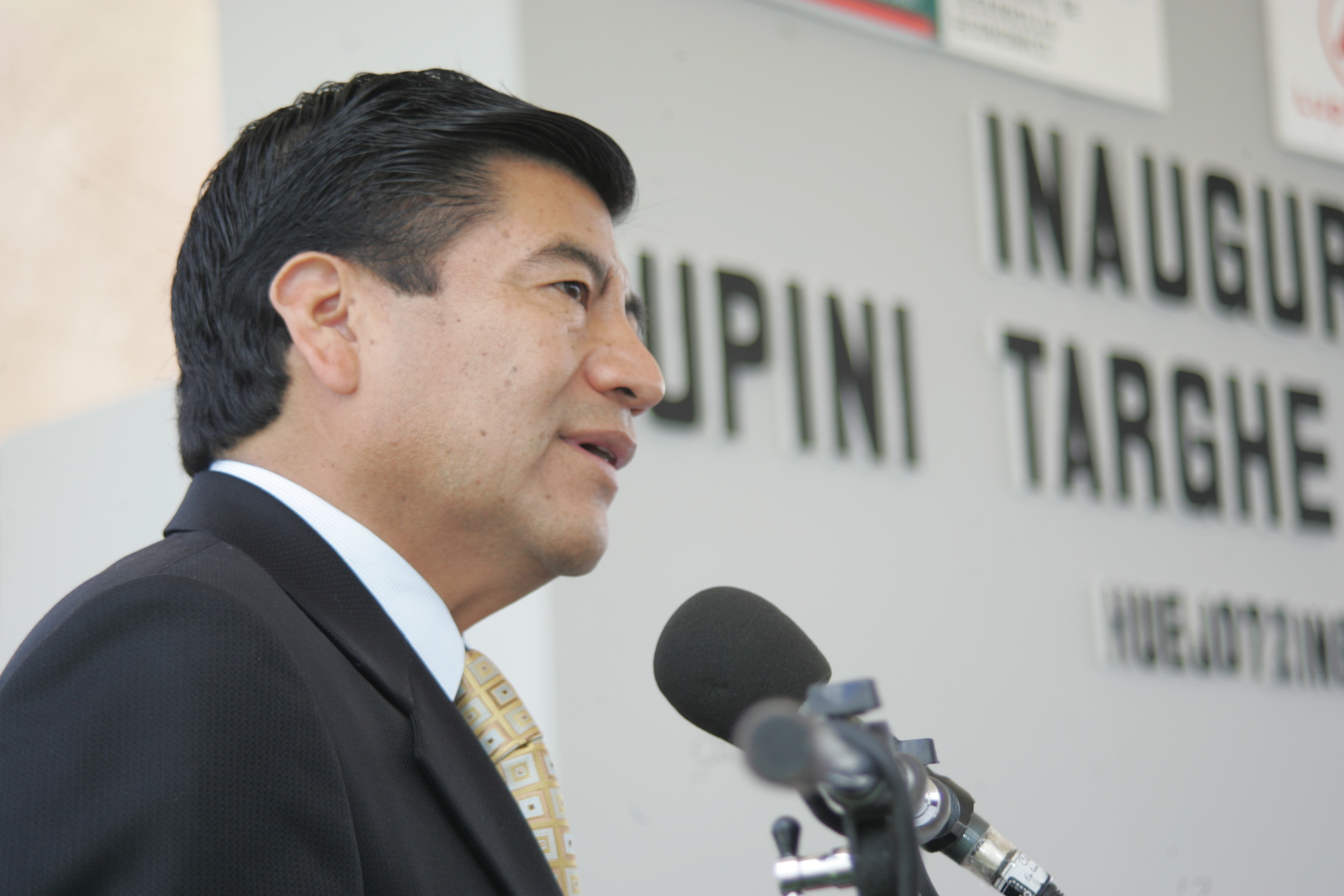
Mario Marín Torres

Mario Plutarco Marín Torres (Nativitas Cuautempan, 28 juni 1954) is een Mexicaans politicus van de Institutioneel Revolutionaire Partij.
Marín Torres is afgestudeerd in de economie. Van 1998 tot 2001 was hij burgemeester van Puebla. In november 2004 won hij met 49,6% de gouverneursverkiezingen van de staat Puebla, tegen 26,1% voor zijn belangrijkste tegenstander Francisco Antonio Fraile García van de Nationale Actiepartij (PAN).
In december 2005 diende hij een aanklacht in tegen onderzoeksjournaliste Lydia Cacho, die hem ervan beschuldige  de zakenman Kamel Nacif, die verdacht wordt van pedofilie, uit handen van justitie te houden. Cacho, inwoonster van de staat Quintana Roo, werd gearresteerd en naar Puebla gebracht, in wat velen als een politiek proces zien. Vooralsnog is de betrokkenheid van Marín bij dit alles niet bewezen, hoewel de krant La Jornada in februari 2006 een telefoongesprek tussen Marín en Nacif naar buiten bracht. In dit telefoongesprek gaf Marín aan Cacho te zullen arresteren en laten mishandelen in ruil voor twee flessen cognac. Hierop riepen de Partij van de Democratische Revolutie (PRD), de PAN en Convergentie op tot zijn aftreden. Marín gaf te kennen dat de stem in de opname niet de zijne was, en zei niet te zullen aftreden vanwege geruchten. Marín werd gesteund door Roberto Madrazo, PRI-presidentskandidaat voor de verkiezingen van 2006. Desalniettemin zijn zeventien leden van de Kamer van Afgevaardigden, evenals een aantal lokale politici uit Puebla, naar aanleiding van het schandaal uit de PRI gestapt.
In het telefoongesprek werd hij door Nacif mi gober precioso genoemd, wat zoveel betekent als "mijn lieve gouv[erneur]". Al snel werd dit door tegenstanders en critici opgepakt, en werd gober precioso een spottende bijnaam voor Marín. Op 26 februari gingen 40.000 mensen in Puebla de straat op om te demonstreren voor zijn aftreden. Cacho heeft een aanklacht ingediend tegen Mar;in wegens omkoping, poging tot mishandeling en machtsmisbruik. Op 30 november 2007 werd Marín vrijgesproken door het Hooggerechtshof, doch Cacho kondigde aan naar een internationale rechtbank te zullen stappen.
Maríns termijn liep tot 2011; de verkiezing voor zijn opvolger werd gewonnen door Rafael Moreno Valle die een coalitie van oppositiepartijen aanvoerde, waarmee de PRI voor het eerst in haar geschiedenis het veld moest ruimen in Puebla.